# Lista de representantes permanentes de Nauru nas Nações Unidas
Esta é uma lista de representantes permanentes de Nauru, ou outros chefes de missão, junto da Organização das Nações Unidas em Nova Iorque.
Nauru foi admitido como membro das Nações Unidas a 14 de setembro de 1999.
| Início | Término | Representante permanente (Chefe de missão) | Cargo                    | Credenciais |
| ------ | ------- | ------------------------------------------ | ------------------------ | ----------- |
| 1999   | 2005    | Vinci Clodumar                             | Representante permanente | 1999-12-22  |
| 2005   | atual   | Marlene Moses                              | Representante permanente | 2005-03-30  |